# Alfabet llatí
L'alfabet llatí és el sistema d'escriptura alfabètic desenvolupat pels romans per escriure el llatí. Sota la influència del grec aviat s'hi van incloure la X, Y i Z per transcriure termes tècnics i noms propis de llengües estrangeres. Tot i que actualment és un alfabet bicameral, en la seva forma original només tenia majúscules.
Amb algunes modificacions es fa servir avui 26 lletres en la majoria de les llengües d'Europa, Amèrica, l'Àfrica subsahariana i les illes de l'oceà Pacífic. En l'ús modern, l'expressió alfabet llatí és usada per a qualsevol derivació directa de l'alfabet utilitzat pels romans. Al llarg dels segles, va evolucionar, entre d'altres per les minúscules, que els romans de l'era clàssica no haurien reconegut. Troben el seu origen en l'escriptura manual, diferent de les gravacions en materials durs, que van conduir a arrodonir les formes. Unes lletres noves s'hi van afegir al segle XV resultat de les propostes d'Antonio de Nebrija (1492) i Petrus Ramus de diferenciar gràficament les semivocals I i U en relació amb la seva pronúncia com a vocal o com a consonant: en surt la diferenciació en I i J, i U, V i W, que formen les 26 lletres de base de l'alfabet llatí utilitzat en l'actualitat.
A la península italiana pre-romana hi havia tota una mena d'alfabets, amb formes parents, però tot i això molt diferents en nombre de sons i formes. A mesura que els romans van sotmetre els altres pobles de la península, aquests van desaparèixer i Roma va imposar l'alfabet llatí. La colonització romana d'una major part d'Europa i l'adopció del llatí com llengua administrativa i més tard com a llengua oficial del catolicisme van contribuir a l'extensió de l'alfabet. Quan des del segle viii els monjos van començar escriure en llengua vernacle, hi van adaptar l'alfabet llatí i cercar astúcies per poder representar fonemes absents del llatí eclesiàstic.
L'alfabet llatí actual de base es forma per 26 lletres: les 23 lletres llatines originals i altres tres (J, V W) afegides al segle xv així com les seves corresponents minúscules.
| A | B | C | D | E | F | G | H | I | J | K | L | M |
| N | O | P | Q | R | S | T | U | V | W | X | Y | Z |

## Història
L'origen de l'alfabet llatí és incert, encara que deriva com tots els alfabets de l'alfabet fenici que va evolucionar a partir del jeroglífic egipci, que era una mescla d'ideogrames i signes consonàntics. La seva generalització en diverses adaptacions es produí a Grècia. L'alifat era un sistema consonàntic, els Grecs hi van afegir els vocals. Passà al sud de la península Itàlica al segle VII aC de la colònia grega de Cumes, d'on va passar als etruscs i més tard als romans. Inicialment, no seguia regles estables sobre la forma de les lletres i la direcció de l'escriptura, que només al segle I es va fixar definitivament d'esquerra a dreta.
Els llatins, finalment, van adoptar 21 de les 26 lletres etrusques originals. En l'alfabet original llatí: C representava el só [g] i [k], la I i la V eren semivocals. Segons la seva posició dins la paraula la I es pronunciava i o [ j ] i la V [u] o [w].
Hi havia tres signes per a notar la consonant k: la K, la C, i la Q. Un ús antic heretat de l'etrusc tendia a emprar preferentment Q davant u, C davant e i K davant a o. C restà la notació normal de la velar K. La K es va usar cada cop menys i va ser substituïda per la C i només va sobreviure en abreviatures com a K. (Kaeso), o Kal.(Kalendae, primer dia del mes) o Karthago.
Més endavant, la Z es va perdre i una nova lletra, G, una C amb una petita ratlla horitzontal enmig de la línia d'escriptura es va adoptar en la posició de la zeta grega, segons Plutarc inventada per Espuri Carvili Ruga (llibert d'Espuri Carvili Màxim Ruga). Un intent per l'emperador Claudi d'introduir tres noves lletres (Lletres clàudies) va durar poc de temps; però, després de la conquesta de Grècia al segle i aC, les lletres Y i Z van ser adoptades, principalment per a la transcripció de manlleus gregues. L'alfabet llatí clàssic contenia 23 caràcters:

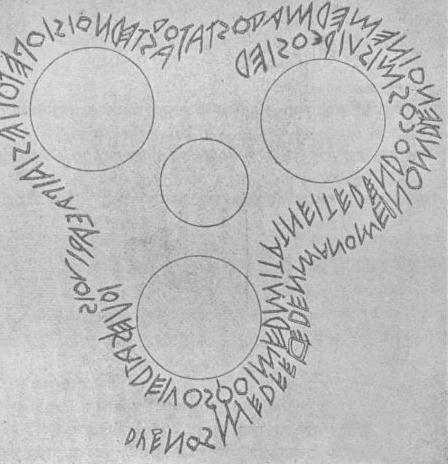
La inscripció Duenos, datada al segle VI aC, mostra la forma més antiga coneguda de l'alfabet llatí arcaic.

| Lletra          | A    | B     | C     | D     | E    | F    | G     | H     | I    | K     | L    | M    | N    | O    | P     | Q     | R    | S    | T     | V    | X     | Y            | Z         |
| Nom llatí       | ā    | bē    | cē    | dē    | ē    | ef   | gē    | hā    | ī    | kā    | el   | em   | en   | ō    | pē    | qū    | er   | es   | tē    | ū    | ex    | ī Graeca     | zēta      |
| Pronúncia (AFI) | [aː] | [beː] | [keː] | [deː] | [eː] | [ɛf] | [geː] | [haː] | [iː] | [kaː] | [ɛl] | [ɛm] | [ɛn] | [oː] | [peː] | [kuː] | [ɛr] | [ɛs] | [teː] | [uː] | [ɛks] | [iː 'graɪka] | ['dzeːta] |

### Noms de les lletres
Els noms llatins d'algunes lletres són discutits. La H'', probablement, tenia un altre nom en el llatí parlat: basant-se en les llengües romàniques actuals, aquest ha d'haver estat haca, a conseqüència de perdre el so en èpoques tardanes del llatí, ja que era necessari distingir-la de la [a]. En general, de qualsevol manera, els romans no feien servir els noms tradicionals (derivats dels semites) com en grec: els noms de les consonants oclusives foren formats afegint [iː] al so (excepte C, K i Q'', en les quals es necessitava una vocal diferent per a distingir-les, i els noms de les fricatives consistir en el seu so en si, o en el so precedit de [ɛ].
Quan es va introduir la lletra Y va ser, probablement, anomenada hi [hiː], però es va canviar per i graeca ("i grega") quan el so [i] i [ü] es barreja en llatí. A la Z se li va donar el seu nom grec zeta. El català i la majoria de les llengües europees grosso modo van seguir aquest costum, excepte en anglès, on pel gran canvi fonètic els noms són força diferents.

### Majúscules i minúscules
L'alfabet utilitzat pels romans comprenia únicament les lletres majúscules. Les minúscules es van desenvolupar, a partir de la capital rústica i la cursiva romana, menys complexos que l'escriptura epigràfica, i basades en els moviments naturals del braç i de la mà amb més rapidesa per fer documents administratius, comercials o literaris.
Les minúscules provenen de la minúscula carolina desenvolupada a principis del segle ix. Carlemany va propiciar un alfabet estandarditzat que sigui llegible a tot el seu regne. Les regles de les majúscules han canviat al llarg del temps i no són les mateixes per a tots els idiomes. Hi ha més o menys consens per donar majúscula als topònims, la primera lletra de la frase i els noms propis. A diferència del català, idiomes com l'anglès usen la majúscula inicial per als noms de llengües, nacionalitats i mesos, entre d'altres; l'alemany modern capitalitza tots els noms; el polonès capitalitza els pronoms.

## Del llatí cap a altres llengües a Europa i enllà
En esdevenir la llengua administrativa el llatí i el seu alfabet es van expandir a tot l'imperi romà occidental. La part est de l'Imperi, incloent-hi Grècia, Àsia Menor, Llevant i Egipte, va continuar fent servir la llengua i l'alfabet grecs com a lingua franca. Del llatí es van desenvolupar les llengües romàniques occidentals que van continuar utilitzant i adaptant l'alfabet llatí. Quan el catolicisme va esdevenir religió d'estat al segle iv, l'administració de l'església va mantenir el llatí i el seu alfabet per a l'administració i el culte. Els sistemes d'escriptura de les llengües vernacles van tenir un paper marginal. Quan, progressivament des del segles VIII, les llengües vernacles van començar a guanyar espai, els monjos i el clergat —que eren els únics que sabien escriure— van utilitzar l'alfabet llatí per a transcriure aquestes llengües. Per als sons absents del llatí eclesiàstic van fer servir tota mena d'astúcies com ara digrafs, lligadures, diacrítics, lletres noves etc. Els parlants de les llengües eslaves orientals, generalment, van adoptar el cristianisme ortodox i l'alfabet ciríl·lic i els grecoparlants van continuar amb l'alfabet grec.
Des del segle xv amb el colonialisme i l'imperialisme, els conquistadors i colonitzadors europeus van imposar les seves llengües i l'alfabet llatí a Amèrica, Austràlia i parts d'Àsia, Àfrica i el Pacífic. Quan les llengües autòctones van poder sobreviure, filòlegs —sovint missioners— van adaptar-les a l'escriptura alfabètica.
Al segle xvii, els romanesos van adoptar l'alfabet llatí; l'Església fins al segle xix hi feia servir l'alfabet ciríl·lic. Vietnam, sota domini francès, va adoptar l'alfabet llatí per escriure el vietnamita, en lloc dels caràcters xinesos anteriors. L'alfabet llatí es va imposar en moltes llengües austronèsies com ara el tagal i altres idiomes de les Filipines, el malai i l'indonesi, on va reemplaçar els anteriors alfabets àrab i brāhmī. El 1928, com a part de la reforma de Mustafa Kemal Atatürk, Turquia el va adoptar en lloc de l'alfabet àrab. La majoria dels parlants de les llengües turqueses de l'antiga URSS, incloent-hi els tàrtars, els bashkiris, àzeri, els kazakhs, els kirguís, etc., van usar l'alfabet turquès uniforme als anys trenta del segle xx. Als anys quaranta van ser reemplaçats pel ciríl·lic. Després del col·lapse de la Unió Soviètica, el 1991, moltes de les noves repúbliques de parla turquesa, com Azerbaidjan, Uzbekistan i Turkmenistan van tornar a l'alfabet llatí. Als anys setanta, la República Popular de la Xina va desenvolupar una transliteració oficial del xinès mandarí a l'alfabet llatí, anomenat pinyin, tot i que encara predomina l'ús de caràcters xinesos. El setembre de 2017 es començà a treballar per via legal en la transició de l'ús del ciríl·lic al llatí per a la llengua kazakh al Kazakhstan.

## Lectura
Deixant de banda la fonologia, la primera consideració que cal fer sobre un text escrit en alfabet llatí és la seva interpretació. La finalitat de la paraula escrita és que pugui ser llegida posteriorment. Amb algunes excepcions, la lectura de textos impresos en majúscules i minúscules no presenta cap dificultat. Hi ha centenars de tipus d'estils molt diferents que poden ser llegits amb facilitat per persones poc avesades o lectors automàtics. El cas de textos manuscrits és completament diferent. Un dels aspectes de la paleografia és, precisament, la lectura correcta de documents manuscrits.

### Exemples

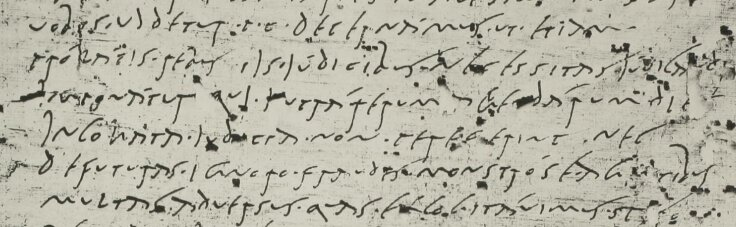
Tros de papir escrit amb cursiva romana antiga amb extractes de discursos pronunciats al Senat sota el regnat de Claudi

#### Cursiva romana
La cursiva romana antiga es basava en lletres minúscules enllaçades. Cada lletra estava molt estilitzada i es mostrava diferent de la majúscula corresponent. A més, els escrivents solien unir les paraules i usaven abreviatures i simplificacions que permetien una escriptura més ràpida. Els manuscrits romans que empraven aquesta variant eren molt difícils de llegir. Fins i tot en la seva època.
- La comèdia Pseudolus, de Plaute, indica prou bé la dificultat exposada.

#### Escriptura carolíngia

Manuscrit de Muspilli.

Pensada per a permetre una lectura fàcil, l'escriptura carolíngia o carolina neix a finals del segle viii i perdura fins al segle xii. Propulsada per Carlemany i pels intel·lectuals dels quals es va envoltar (no només Alcuí de York, sinó també Einhard, Pau Diaca, Teodulf d'Orleans, Angilbert, etc.) l'escriptura carolíngia va desterrar a les diferents escriptures nacionals existents a Europa per aquestes dates, adquirint un caràcter universal en el Vell Continent.
Així, al segle ix el seu ús es va estendre a tots els territoris francs, a Itàlia septentrional i central, a Alemanya i també a Suïssa. Al segle xi penetra a Anglaterra i en el XII en la resta potser també a Dinamarca. La difusió a la península Ibèrica d'aquesta escriptura s'inicia a través de Catalunya en la qual penetra entre els segles IX i X, substituint a la resta de la Península al segle xi a l'escriptura visigòtica o lletra toledana, en ús en aquell moment. Aquest canvi es fa oficial en el Concili de Lleó el 1090, si bé a posteriori encara s'escriuen llibres amb lletra visigòtica en els Regnes de Lleó i de Castella com el Llibre Gòtic dels Testaments (1101-1129).
A partir del segle xii els trets de la lletra carolíngia es fan anguloses i degenera en la lletra gòtica, que apareix al segle xiii. Tanmateix, la seva importància radica no només en el fet d'haver-se difós extraordinàriament en el temps i l'espai, sinó en haver estat la base per al naixement de l'escriptura humanística, i en haver jugat un importantíssim paper en la difusió de la cultura.

## Escriptura manuscritaactual
Les persones alfabetitzades en alguna de les nombroses llengües usuàries de l'alfabet llatí, tenen la capacitat de llegir i escriure en aquella llengua. Aquesta capacitat implica un procés d'aprenentatge previ que permet llegir textos impresos o escrits manualment. Des del renaixement fins a l'època actual, l'escriptura manual tingué una importància cabdal en la transmissió de la cultura i en el funcionament de molts aspectes socials.
Abans de la popularització de la màquina d'escriure l'única possibilitat de fer-ho era l'escriptura manual. L'escriptura manual pot adoptar tres variants:
- emprant només lletres majúscules
- emprant lletres majúscules i minúscules separades
- seguint la forma de lletra cursiva, amb les majúscules que calgui i amb les lletres minúscules enllaçades dins de la mateixa paraula.

Les dues primeres variants no presenten cap problema. Ni de lectura ni d'escriptura. La tercera, l'escriptura manuscrita convencional, suposa una problemàtica diferent.

### Ensenyament

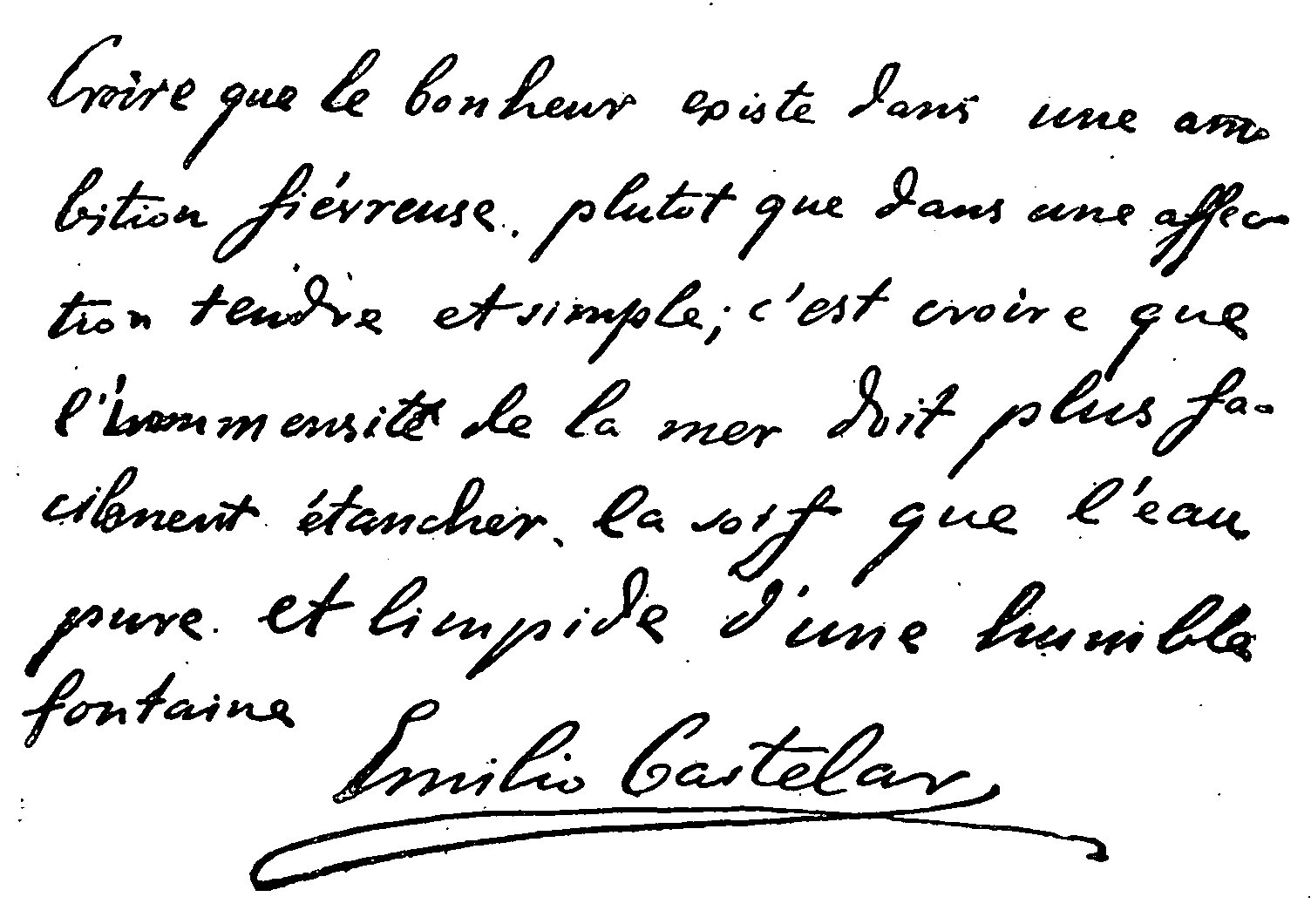
Lletra i signatura d'Emilio Castelar.

La soltesa en l'escriptura manual exigeix una pràctica difícil i penosa en els inicis. Els neòfits s'acostumen a copiar primer lletres minúscules aïllades i després les van enllaçant segons les directrius de cada mestre.
- Els diversos mètodes d'ensenyar a escriure es basen en la pràctica d'una cal·ligrafia elemental, amb models o tipus de lletra senzills i sense cap traç sobrer.
- Els suports poden ser convencionals (paper i llapis, paper i bolígraf, pissarra i guix, etc.) o aprofitar els avenços tecnològics (ratolí, pantalla tàctil, etc.).
  - És freqüent l'ús de paper pautat per a facilitar una guia als principiants.[18]
- Hi ha controvèrsia sobre l'edat aconsellable per a aprendre a escriure.[19]

#### Llibres decal·ligrafia
- 1522. Operina da imparare di scrivere littera cancellarescha. Ludovico degli Arrighi.[20]
- 1540. Libro nuovo d'imparare a scrivere. Giovanni Battista Palatino.[21]
- c 1550. Honra de Escrivanos. Pedro de Madariaga.[22]
- 1560. Il Perfetto scrittore. Giovanni Francesco Cresci.[23]
- 1766. Tratado del origen y arte de escribir bien.[24]
- 1789. Arte de escribir. Esteban Jiménez.[25]
- 1791. Compendio del arte de escribir por reglas y sin muestras. José de Anduaga y Garimberti.[26]
- 1795. Arte calygráfica, ó Elementos del arte de escribir: para uso de los niños de la Escuela Pública de San Agustin de Torroella de Montgrí. Antoni Espina.[27]
- 1802. Arte de escribir por reglas y con muestras. Torquato Torío de la Riva y Herrero.[28]
- 1866. Curso completo de caligrafía general. Antonio Castilla Benavides.[29]
- 1871. Calligraphie commerciale et administrative: Cours complet d'écriture cursive. P- Lory-de-Laet.[30]

### Lletra cursiva personal
Cada persona té una lletra diferent. La grafologia es dedica a estudiar diversos aspectes de la lletra manuscrita.

## Noves lletres
Els 26 caràcters de l'alfabet llatí no basten per a les necessitats de les llengües que l'empren. Cada llengua que l'empra ha desenvolupat solucions per a resoldre aquest problema. Com ara les següents:
- lligadures (æ, ij, œ, ß…)
- abreujaments
  - la dièresi alemanya a l'inici era una petita e escrita damunt les vocals a, o i u
  - la titlla del portuguès i castellà era un abreujament d'una n escrita damunt la n per indicar la palatalització o damunt una vocal per indicar la nasalització.
  - la ce trencada era una c amb una petita z a sota, per indicar que es pronunciava més aviat com a z
- dígrafs: ll, lh, ny, au, sh, dz…
- decret. Per exemple del 1754 al 1994 la Reial Acadèmia Espanyola va decidir que la LL i la CH no eren dígrafs, però una sola lletra en l'alfabet castellà.
- signes diacrítics: é, è, š, ł, l·l...
- manlleus d'un altre alfabet: com thorn Þ i wynn Ƿ de l'escriptura rúnica, que continuen en islandès, però que van ser reemplaçats per th i w en anglès.
- decisió de lingüistes que segons les necessitats canvien la forma, afegeixen diacrítics, dígrafs o lletres noves. Això va passar entre d'altres quan sota la influència dels jesuïtes el vietnamita va passar d'ideogrames xinesos a l'alfabet llatí adaptat o quan el 1923 el turc va passar de l'alfabet àrab a l'alfabet llatí.

## Classificació alfabètica
Quan es van afegir les noves lletres, es va posar la qüestió de la classificació alfabètica. Llengües com l'italià, català, francès, anglès, alemany, neerlandès, portuguès van mantenir l'ordre dels 26 caràcters de l'alfabet llatí, i classifiquen les paraules com si els caràcters accentuades (ã, é, ö…), digrafs (l·l, œ), no ho fossin. Altres llengües les posen després de la «lletra mare» o a la fi de l'alfabet. Certes llengües que quasi no tenen cap ús de certs caràcters (com per exemple la K en català, la W en suec i danès, la van mantenir o reintroduir a l'alfabet per la seva funció en símbols (km) o noms propis.
Uns exemples:
- En bretó, no hi ha C, però existeixen els dígrafs CH i C'H, que són classificades entre B i D.
- En txec i eslovac, les vocals accentuades seguieixen la lletra base (A, À, B, C, Č, D, Ď, E, É, Ě, F, G, H, CH, I, Í, J,H, K, L, M, N, Ň, O, Ó, P, Q, R, Ř, U, Ú, Ů, V, W, X, Y, Ý, Z, Ž). En eslovac, DZ i DŽ també es consideren lletres per separat i se situen entre D i E.
- En els alfabets danès i noruec, les lletres extra es posen a la fi …X, Y, Z, Æ, Ø, Å); en suec: …, X, Y, Z, Å, Ä, Ö. El feroès a més de les lletres daneses, fa server la lletra islandesa Ð, (eth) que segueix la D. Les vocals accentuades segueixen la lletra de base. En estonià, õ, ä, ö i ü se situen entre la W i la X, la Š i Ž com en finès, són rars i només es fan servir en manlleus. El islandès té 32 lletres: els vocals accentuats segueixen la vocal de base, el Ð (eth) el D, Þ (thron), Æ i Ö venen a la fi, no té ni C, Q, W o Z, tot i que les lletres subsisteixten per a noms propis.
- En filipí i altres llengües de les Filipines, la lletra NG es considera una lletra per separat. A més, lletres derivades (com Ñ) segueixen la lletra base.
- El gal·lès té regles complexes: les combinacions CH, DD, FF, NG, LL, PH, RH i TH es consideren lletres simples, classificats darrer primera lletra del dígraf, amb l'excepció de NG, que es llista després de G.
- L'ordre alfabètic hongarès és: A, À, B, C, CS, D, E, È, F, G, GY, H, I, Í, J, K, L, LY, M, N, NY, O, Ò, ò, ó, P, Q, R, S, SZ, T, TY, U, Ú, Ü, U, V, W, X, Y, Z, ZS.
- En neerlandès, el digraf ij generalment es classifica com dues lletres. Hi ha excepcions, sobretot als Països Baixos per als cognoms als guies telefòniques i certes encyclopèdies, on es mesclen la Y i la IJ com si fossin la mateixa lletra entre la X i la Z. Històricament, durant molt de temps els grafemes y i ij es van tractar com si fossin la mateixa lletra. Per exemple, el cognom Huijbrechts i Huybrechts es pronuncia de la mateixa manera i poden ser membres de la mateixa família.[33]
- En polonès, els caràcters amb diacrítics se situen després de la lletra base, la Q, V i X només subsisteixen en noms propis, generalment són reemplaçats per KW, W i KS.
- Fins al 1994, l'abecedari castellà va tractar la CH i la LL com a lletres, en ordre A, B, C, CH, D … K, L, LL, M… El 1994, la RAE va adoptar la classificació llatina, amb l'excepció de la Ñ (eñe), que se situa en quinzena posició després de la N. L'asturià utilitza l'alfabet castellà.
- En romanès, els caràcters especials derivats de l'alfabet llatí se situen després dels originals.

Es pot fer servir l'Unicode collation Algorithm (Algorisme de situació alfabètica d'Unicode) per obtenir les seqüències alfabètiques correctes en qualsevol llengua.

## Llengües que s'escriuen en alfabet llatí
Una llista representativa de llengües que s'escriuen en alfabet latí és la següent:
- Àfar
- Afrikaans
- Aguaruna
- Aimara
- Albanès
- Alemany
- Anglès
- Aragonès
- Asturià
- Àzeri
- Basc
- Català
- Croat
- Danès
- Eslovac
- Eslovè
- Espanyol
- Esperanto
- Estonià
- Feroès
- Fijià
- Finès
- Francès
- Furlà
- Gallec
- Groenlandès
- Guambià
- Guaraní
- Kuna
- Haussa
- Hawaià
- Hongarès
- Indonesi
- Irlandès
- Islandès
- Italià
- Javanès
- Kazakh
- Kirguís
- Letó
- Lituà
- Llatí
- Lojban
- Maltès
- Mapudungun
- Na'vi
- Nàhuatl
- Neerlandès
- Noruec
- Nheengatu
- Occità
- Polonès
- Portuguès
- Quítxua
- Rapanui
- Romanès
- Serbi
- Somali
- Suahili
- Suec
- Tagal
- Tahitià
- Turc
- Turcman
- Tzotzil
- Uzbek
- Vietnamita
- Wayuunaiki
- Yukatek